# 원소 (화학)

원소들을 배열한 주기율표이다.

원소(元素, 영어: element)는 화학적 방법으로 더 간단한 순물질로 분리할 수 없는 물질이다. 원소는 모든 물질을 구성하는 기본적 요소로, 원자핵 내의 양성자 수와 원자 번호가 같다. 중성 원자의 양성자의 개수와 전자의 개수는 같다. 현재까지는 118종이 알려져 있다.
순물질의 구성 입자를 원자라고 부른다. 원자는 양성자와 중성자로 이뤄진 원자핵, 그리고 주위를 도는 전자로 구성되어 있다.
원소는 물질을 이루는 기본적인 구성요소로, 이를테면 포도당(C6H12O6)은 물질의 기본적 구성요소인 탄소(C), 수소(H), 산소(O)의 3가지의 원소로 이루어져있다. 특히 탄소는 현대문명의 근원이기도 하다.
또한, 글루코스(포도당)의 혐기성 분해 생성물인 메탄(3CH4)과 이산화탄소(3CO2)중 하나인 메탄(CH4)은 탄소(C)와 수소(H)의 2개의 원소로 구성된다.

## 원소 이름
원소 이름의 유래는 원소라는 개념 자체가 없던 고대로 거슬러 올라가기 때문에, 황, 금 같이 고대부터 이미 잘 알려져 있던 원소들은 각 나라와 언어 별로 서로 다른 이름을 가지고 있다. (예를 들어 독일어의 Natrium과 영어의 Sodium은 모두 나트륨을 가리킨다.) 그러나 국제적으로 통용되는 원소의 영어 이름은 국제순수·응용화학연합(IUPAC)이 결정하며, 영국식 영어와 미국식 영어에서 유래한 이름이 서로 섞여 있다. 원소의 한국어 이름은 대한화학회가 결정하며, 2007년부터는 모든 원소의 명칭을 독일어가 아닌 IUPAC에서 정한 대로 부르고 있다.
최근에 발견되어 새로 이름이 붙이는 원소의 경우 발견자에게 그 명명권이 주어지며, 지명이나 사람 이름으로부터 유래하는 경우가 많다. 하지만 대체로 학자적 양식을 지닌 과학자들은 원소 이름의 어원에 대한 몰지각한 관행에 반발하여 다른 명칭으로 부른다. 또한 20세기 후반 이후로는 반감기가 매우 짧아 극히 짧은 시간에만 존재하는 원소들이 실험실에서 많이 발견되었는데, 이 때문에 어느 연구단이 해당 원소를 발견했는지에 대한 논쟁이 일어 원소 이름이 결정되지 않는 경우가 많다.
발견되지 않았거나, 발견되었으나 논쟁 등의 이유로 아직 이름이 결정되지 않은 원소의 경우 원자 번호를 기준으로 체계적 원소 이름이 붙여진다. 예를 들어 원자 번호가 123인 원소는 각 자리에 해당하는 토막인 -un-, -bi-, -tr(i)-를 -ium에 붙여 unbitrium(Ubt, 운비트륨)이 된다.
한자어로 이루어진 원소들의 이름은 개화기 이후 한자 문화권에서 서양 과학을 가장 먼저 받아들였던 일본에서 명명된 것들이다. 일본은 주로 독일에서 원소이름들을 수용하였기 때문에 수소(水素), 산소(酸素), 탄소(炭素), 질소(窒素)등은 각각 독일어 Wasserstoff, Sauerstoff, Kohlenstoff, Stickstoff에서 직역된 이름들이다. 가령 독일어 Wasserstoff는 Wasser와 Stoff의 합성어인데 각각 '물'과 '재료'를 뜻하며, 한자로 水素가 되었다.

## 원소 기호

### 고대와 중세 시대

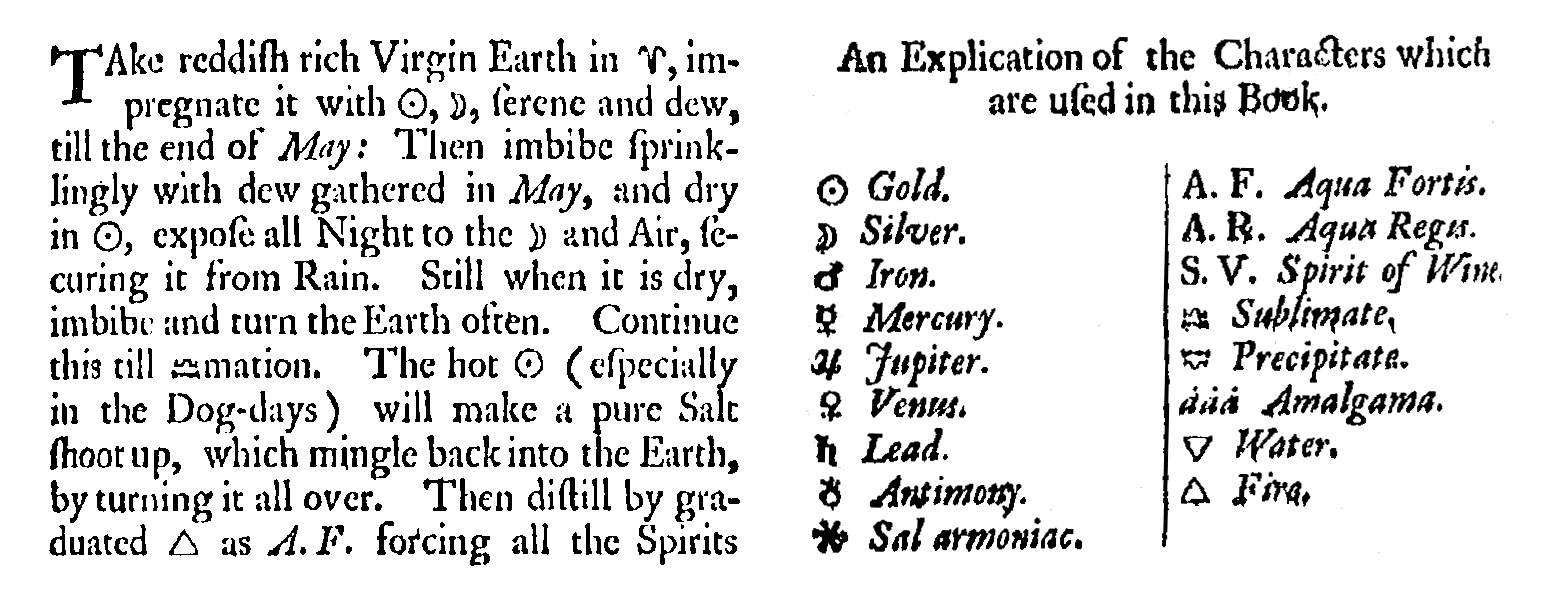
고대의 원소 기호

물질을 기호로 나타내는 일은 예부터 행해졌는데, 금속 7원소를 7가지 별에 비유하여 기호로 나타낸 것은 매우 오래전의 일로 고대 이집트인은 이미 이 기호를 써 왔으며, 이들 기호는 어느 정도의 변화는 있었지만 중세 연금술에 이르기까지 상당히 오래 쓰여졌다. 연금술사들은 자신의 비법을 들키지 않기 위해 기호를 사용했었다고 한다.

### 근대와 현대
근대에 와서 영국의 과학자 돌턴이 원으로 된 원소기호를 고안하였고, 그 뒤 베르셀리우스가 오늘날 쓰이는 기호를 처음 제안하였다. 다음은 베르셀리우스의 원소 이름 붙이기 규칙이다.
- 로마자 두 글자로 쓴다.
- 그리스어나 라틴어의 원소 이름에서 따온다. ex) Cu(구리, 라틴어: Cuprum), Ag(은)(라틴어: Argentum), Au(금)(라틴어: Aurum)
- 영어나 독일어의 원소 이름에서 따온다. ex) N(질소, 영어: Nitrogen), O(산소, 영어: Oxygen), I(아이오딘, 영어: Iodine), Cr(크로뮴, 독일어: Chrom), Xe(제논, 독일어: Xenon; 어원: 그리스어: ξένον)
- 위의 원소 기호들은 반드시 첫 글자는 대문자, 두 번째 글자부터는 소문자로 쓴다.

## 원소 합성 (핵합성)

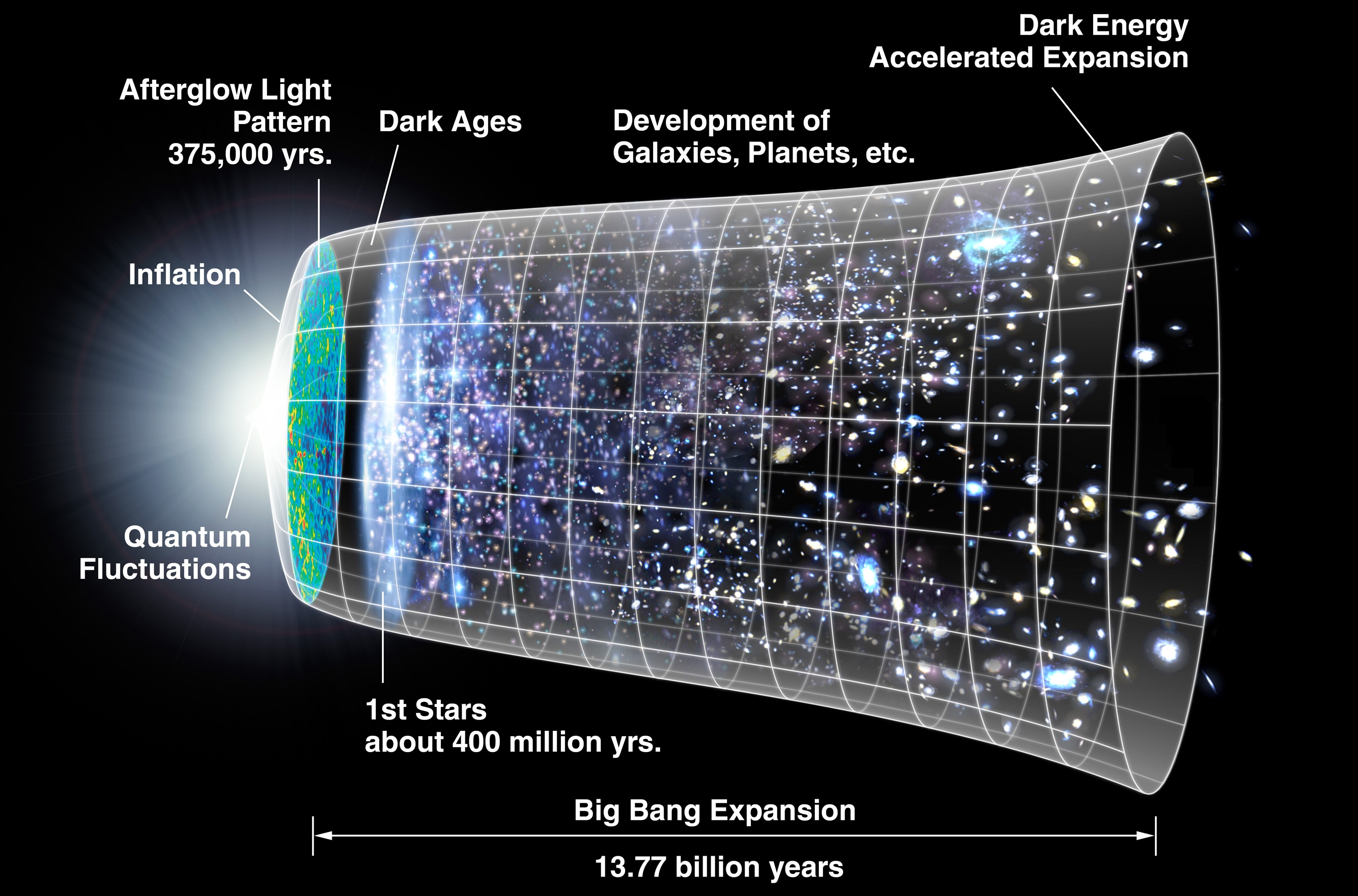
대폭발 후부터 원소이 합성이 일어났다.

원소는 빅뱅 직후의 대폭발 핵합성, 항성 속에서의 항성 핵합성, 초신성 폭발에 의한 초신성 핵합성, 우주선에 의한 우주선 파쇄, 인공 원소 합성 등으로 원소가 합성된다. 핵합성은 핵융합이나 핵분열을 통해 새로운 원자핵을 만들어 내는 과정이다.
우주의 역사와 함께 원소도 탄생했다. 빅뱅 발생 1초 후에 수소, 3분 후에 헬륨이 만들어졌고, 이후 수소 92%와 헬륨 8%의 원시 지구가 탄생했다. 철까지의 원소는 항성 속에서 핵융합으로 만들어졌고, 철보다 무거운 원소는 초신성 폭발과 인공 원소 합성으로 인해 만들어졌다.

## 같이 보기
- 화학
- 원자
- 주기율표
- 분자
- 우주원소존재비